# LG Uplus
LG Uplus, anciennement LG Telecom est un opérateur de téléphonie et un fournisseur d'accès à internet coréen. Il appartient à LG Group. 

## Histoire
LG entre dans le secteur de la téléphonie en 1996 après l'ouverture à la concurrence du secteur.
LG Uplus est issu de la fusion en 2010 de LG Telecom, opérateur de télécommunication, LG Dacom, spécialisée dans les services liés à internet et dans la téléphonie fixe, et LG Powercom, un fournisseur d'accès à internet, trois filiales de LG Group. 